# Almas en peligro
Almas en peligro es una película española dirigida por Antonio Santillán y estrenada en el año 1952.

## Argumento
Un sacerdote se encarga de los jóvenes de un reformatorio. La película muestra el caso de dos jóvenes llegados al centro por su conducta antisocial, y los esfuerzos del sacerdote hasta conseguir inculcarles conceptos de amistad y solidaridad.